# Eliecer Espinosa
Eliecer Espinosa Calvo (Bojayá, Colombia, 12 de marzo de 1996) es un futbolista colombiano. Juega como delantero y actualmente milita en el Lahti de la Veikkausliiga de Finlandia.

## Clubes
| Club             | País      | Temporadas  |
| ---------------- | --------- | ----------- |
| Envigado FC      | Colombia  | 2015        |
| Itagüí Leones    | Colombia  | 2017 - 2018 |
| Klubi-04         | Finlandia | 2018        |
| Turun Palloseura | Finlandia | 2019 - 2020 |
| Lahti            | Finlandia | 2021 -      |

## Estadísticas
| Club                         | Div                 | Temporada           | Liga  | Liga  | Copa Nacional | Copa Nacional | Copa Internacional | Copa Internacional | Total | Total | Prom. · |
| Club                         | Div                 | Temporada           | Part. | Goles | Part.         | Goles         | Part.              | Goles              | Part. | Goles | Prom. · |
| ---------------------------- | ------------------- | ------------------- | ----- | ----- | ------------- | ------------- | ------------------ | ------------------ | ----- | ----- | ------- |
| Envigado FC · Colombia       | 1ª                  | 2015                | 2     | 0     | 3             | 0             | -                  | -                  | 5     | 0     | 0,0     |
| Envigado FC · Colombia       | Total               | Total               | 2     | 0     | 3             | 0             | 0                  | 0                  | 5     | 0     | 0,0     |
| Itagüí Leones · Colombia     | 1ª                  | 2017                | 6     | 1     | 0             | 0             | -                  | -                  | 6     | 1     | 0,16    |
| Itagüí Leones · Colombia     | 1ª                  | 2018                | 6     | 0     | 2             | 0             | -                  | -                  | 8     | 0     | 0,00    |
| Itagüí Leones · Colombia     | Total               | Total               | 12    | 1     | 2             | 0             | 0                  | 0                  | 14    | 1     | 0,07    |
| Klubi-04 · Finlandia         | 2ª                  | 2018                | 4     | 2     | 0             | 0             | -                  | -                  | 4     | 2     | 0,00    |
| Klubi-04 · Finlandia         | Total               | Total               | 4     | 2     | 0             | 0             | 0                  | 0                  | 4     | 2     | 0,0     |
| Turun Palloseura · Finlandia | 2ª                  | 2019                | 25    | 18    | 6             | 1             | -                  | -                  | 31    | 19    | 0,61    |
| Turun Palloseura · Finlandia | 1ª                  | 2020                | 1     | 0     | 2             | 0             | -                  | -                  | 3     | 0     | 0,0     |
| Turun Palloseura · Finlandia | Total               | Total               | 26    | 18    | 6             | 1             | 2                  | 0                  | 34    | 19    | 0,55    |
| Total en su carrera          | Total en su carrera | Total en su carrera | 44    | 21    | 13            | 1             | 0                  | 0                  | 57    | 22    | 0,38    |